# Fitzroy Square

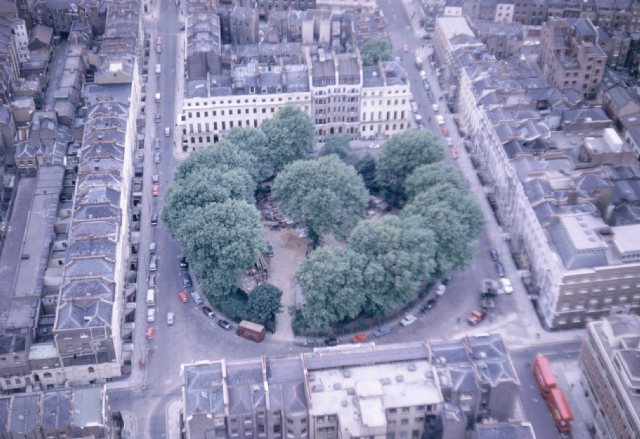
Fitzroy Square vom BT Tower aus gesehen

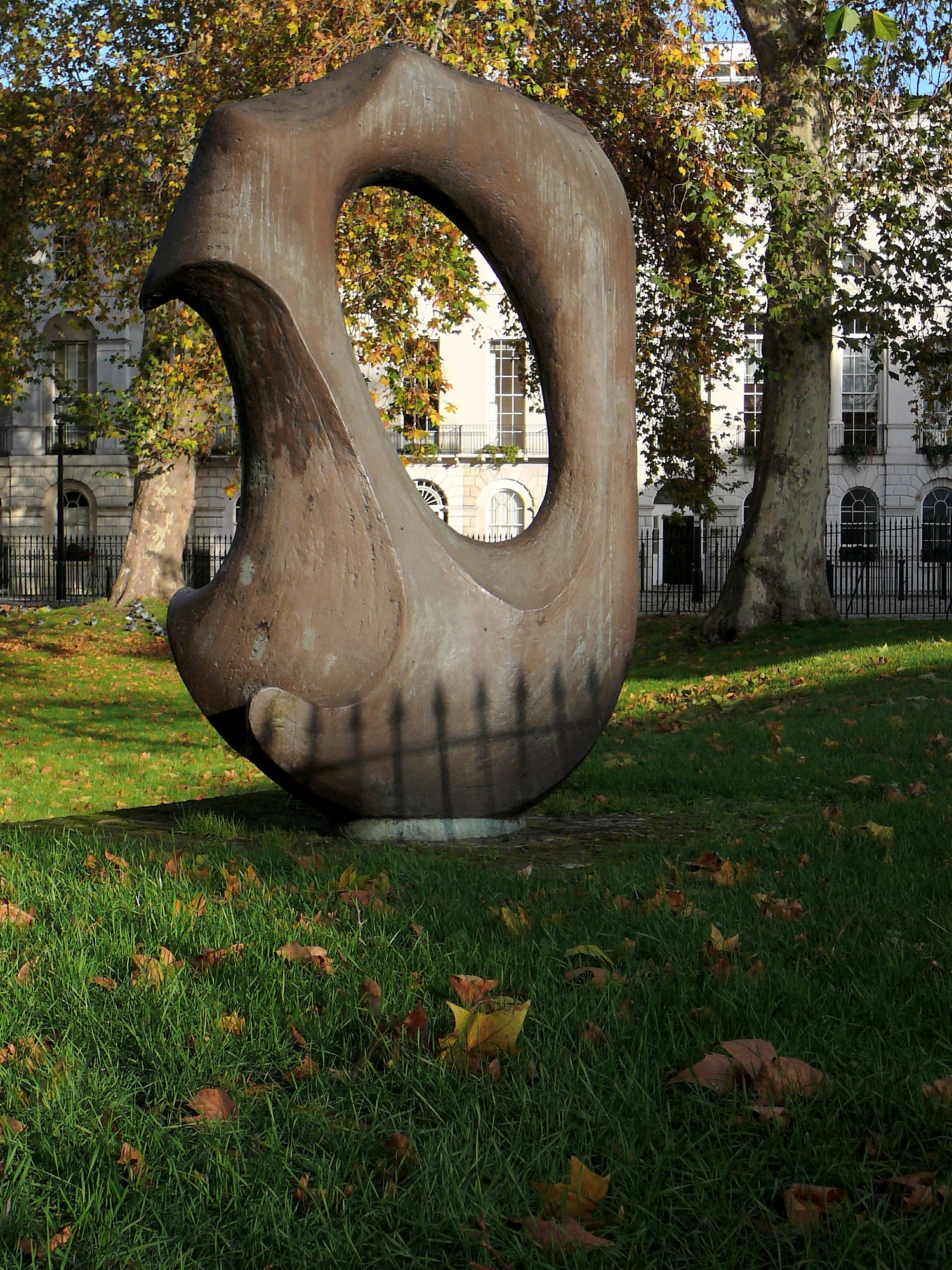
Skulptur von Naomi Blake im Fitzroy Square Garden

Fitzroy Square ist der einzige georgianische Platz im Londoner Viertel Fitzrovia.

## Geschichte
Der Platz nahe der Fitzroy Street und der Fitzroy Tavern an der Charlotte Street ist benannt nach Charles FitzRoy, 2. Duke of Grafton, der durch Hochzeit Eigentümer des Grundstücks wurde. Sein Nachfolger Charles FitzRoy, 1. Baron Southampton, entwickelte das Gebiet während des späten 18. und frühen 19. Jahrhunderts.
Am Fitzroy Square sollten Wohnungen für aristokratische Familien entstehen. Der Platz wurde in vier Etappen bebaut. Die Bebauung nach Entwürfen von Robert Adam begann 1794 und wurde 1798 durch Adams Brüder James und William vollendet. Diese Gebäude tragen Fassaden aus Portland (Naturstein), der aus Dorset stammt.
Die Napoleonischen Kriege und ein Einbruch im Londoner Immobilienmarkt brachten die Bauarbeiten vorübergehend zum Erliegen. Ein zeitgenössischer Bericht beschreibt den unvollendeten Platz wie folgt:

„The houses are faced with stone, and have a greater proportion of architectural excellence and embellishment than most others in the metropolis. They were designed by the Adams's, but the progress of the late war prevented the completion of the design. It is much to be regretted, that it remains in its present unfinished state.“

Die Nord- und West-Seiten des Platzes wurden schließlich 1827–1829 bzw. 1832–1835 mit Stuck-verzierten Fassaden bebaut.
Heute ist der Platz nach Plänen von Sir Geoffrey Jellicoe für Fußgänger gestaltet.
Der Platz wird in William Makepeace Thackerays Jahrmarkt der Eitelkeiten als das „anglo-indische Viertel“ beschrieben, in dem viele pensionierte Beamten der britischen Verwaltung in Indien wohnten.

## Wichtige Gebäude
Am Fitzroy Square befinden sich die Botschaften von Liberia (Nr. 23) und Mosambik (Nr. 21). In Haus Nr. 6 befinden sich die Büros und Bibliothek der Denkmalschutz-Vereinigung Georgian Group. Das Hauptquartier der Schiedsamts-Vereinigung ist die Nr. 28. Das St Luke’s Hospital for the Clergy hat die Hausnummer 14.
Die Gebäude mit den Nummern 1, 1A, 2-8 sowie 33-40 stehen unter Denkmalschutz.

## Bekannte Anlieger

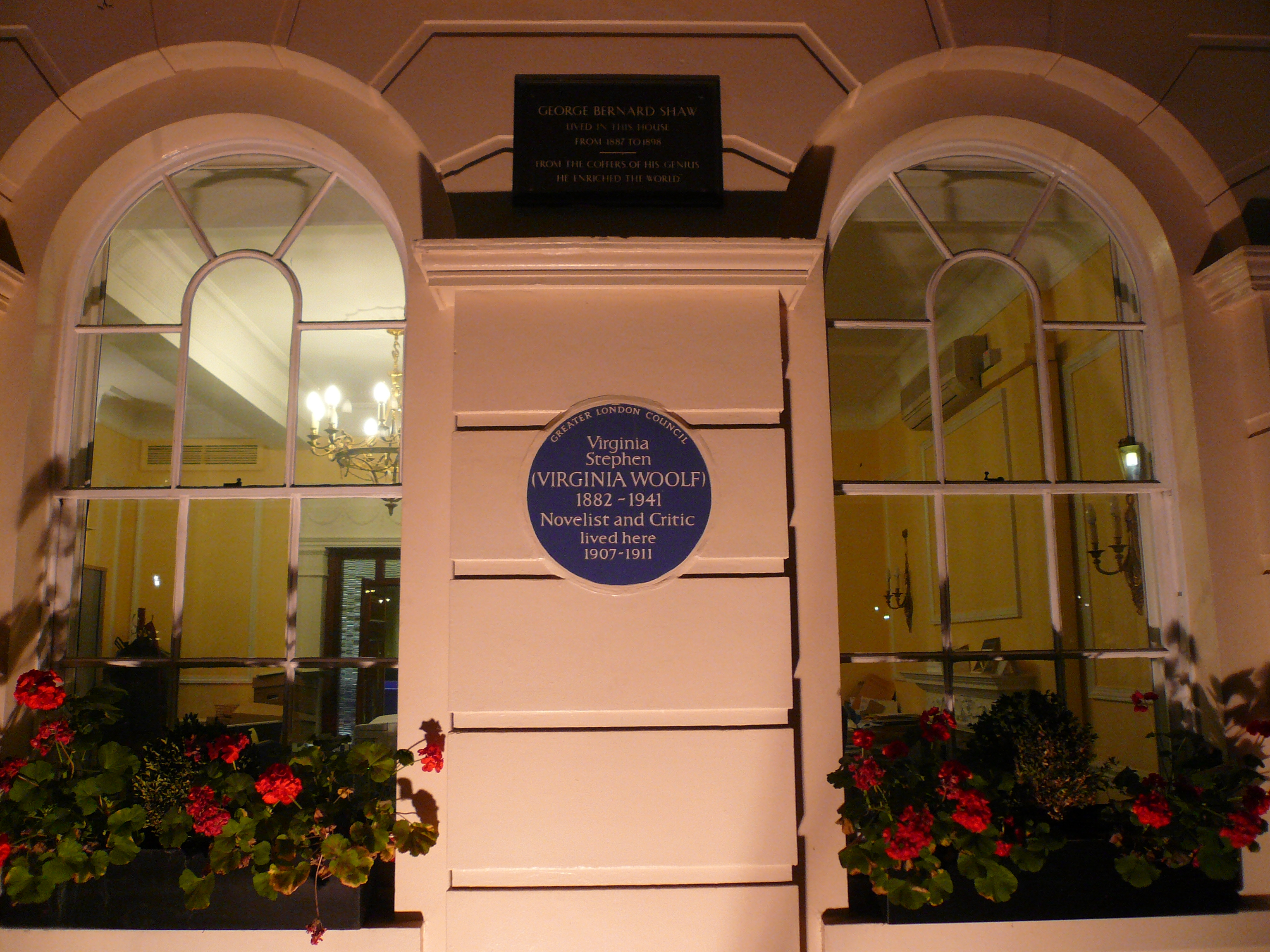
Fitzroy Square 29, das Wohnhaus von Virginia Stephen (Virginia Woolf) und Adrian Stephen von 1907 bis 1911

- Der Theaterkritiker William Archer lebte in Nummer 27.[5]
- Der Maler Ford Madox Brown lebte in Nummer 37.
- Der Epidemiologe William Farr (1807–1883) eröffnete seine erste Arztpraxis am Fitzroy Square.
- Roger Frys Omega Workshops für avantgardistische Möbel befand sich von 1913 bis 1919 in der Nr. 33.
- Der Bloomsbury-Group-Künstler Duncan Grant lebte um 1909 in Nr. 21.[6]
- Der Apotheker August Wilhelm von Hofmann (1818–1892) lebte in Nr. 9.
- Der Schriftsteller Ian McEwan war ebenfalls Anwohner und ließ seinen 2005er Roman Saturday am Fitzroy Sq. spielen.
- Der schottische Arzt William Nisbet (1759–1822) praktizierte nach 1801 am Fitzroy Square.
- Der Künstler Sir William Quiller Orchardson lebte ab 1862 in Nr. 37, wie auch John Pettie.
- Der britische Premierminister Robert Gascoyne-Cecil, 3. Marquess of Salisbury, lebte in Nr. 21.
- In Nr. 29 wohnte George Bernard Shaw von 1887 bis zu seiner Hochzeit 1898.
- Virginia Woolf lebte von 1907 bis 1911 in Nr. 29.
- Guy Ritchie hat dort zwei nebeneinanderliegende Häuser erworben, die im Februar 2011 von Demonstranten besetzt wurden.[7]